# Hasta el fin del mundo
Hasta el fin del mundo, est une telenovela mexicaine produite par Nicandro Díaz Gonzalez pour Televisa. Il s'agit d'une adaptation de la telenovela argentine Dulce amor sur une histoire originale d'Enrique Estevanez .
Le 28 juillet 2014, la telenovela débute sur le Canal de las Estrellas par une soirée spéciale le Gran Estreno.
La série met en scène Marjorie de Sousa et Pedro Fernández, ainsi que Ximena Herrera et Julián Gil.
Le 13 novembre 2014, David Zepeda fait sa première apparition dans le rôle de Salvador Cruz en remplacement de Pedro Fernández.
Début janvier 2015, trois nouveaux acteurs intègrent la telenovela : Arleth Terán qui joue l'antagoniste Regina, Gabriela Platas qui joue Rosa, Javier Jattin qui incarne Paolo. Lina Radwan, la compagne à la ville de David Zepeta, fait une participation spéciale en jouant une fan de Paolo.
Le 19 février 2015, Leticia Perdigón remplace Maria Rojo dans le rôle de Guadalupe "Lupita" Sánchez de Cruz.
Le 19 avril 2015, a eu lieu la Gran Final (correspondant au Gran estreno du 28 juillet 2014) , soirée durant laquelle ont été mis en jeu des objets ayant servi dans la telenovela. Puis en présence des équipes artistique et technique réunies et aussi via un webshow, ont été diffusés deux épisodes de fin complètement différents.
Une tournée aux États-Unis et au Mexique d'une comédie musicale Hasta el fin del mundo cantaré a eu lieu avec comme acteurs, une partie de la distribution de la telenovela.

## Synopsis
Après la mort de son père, Sofia Ripoll, l'aînée de trois sœurs, prend en main la gestion de la chocolaterie familiale. Bien qu'elle soit fiancée à un homme intéressé par son argent, elle tombe amoureuse d'un ancien coureur automobile, reconverti en son chauffeur...
Voir la liste des épisodes de Hasta el fin del mundo

## Distribution
- Marjorie de Sousa : Sofía Ripoll Fernández[7]
- David Zepeda : Salvador Sánchez
- Julián Gil : Patricio Iturbide[8]
- Claudia Álvarez : Alexa Ripoll Fernández[9]
- Diego Olivera : Armando Romero[10]
- Mariana Seoane : Silvana Blanco[11]
- Jade Fraser : Daniela Fernandez Ripoll[12]
- Miguel Martínez : Lucas Cavazos[13]
- Ximena Herrera : Aracelita Sánchez[14]
- Roberto Palazuelos : Mauro Renzi[15]
- Leticia Perdigón : Doña Guadalupe Sánchez
- César Évora : Don Francisco Fernandez[16]
- Olivia Bucio : Doña Greta Ripoll[17]
- Alejandro Tommasi : Don Fausto Rangel[18]
- Aleida Núñez : Irma Fernández[19]
- Nicolás Chunga : Fernando « Nando » Romero
- Mariana Van Rankin : Marisol Ramirez[20]
- Eddy Vilard : Olivera Peralta[21]
- María Prado : Miguelina Ávila[22]
- Julio Camejo : Matías Escudero[23]
- Sugey Ábrego : les jumelles Iraís et Yovet Bernal[24],[25]
- Roberto Vander : Gerónimo Peralta
- Alejandra Procuna : Rosa Valera #1
- Gabriela Platas : Rosa Valera #2[26]
- Carlos Gascón : Alan Duncan[27]
- Jaime Moreno : Javier Ramirez #1
- Tony Bravo : Javier Ramirez #2
- Alan Slim : Cristian Blanco[28]
- Kuno Becker : Damian Torres [29]
- Arleth Terán : Dona Regina  Irabien[30]
- David Ostrosky : Don Martín Coría
- Tania Vázquez : Valentina
- Carlos Cámara Jr. : Octavio Ripoll
- Ricardo Guerra : Orion Lovato
- Rebeca Mankita : Isadora Carbonell
- Roberto Ballesteros : Félix Tavares
- Javier Jattin : Paolo Elizondo[31]
- Pedro Moreno : Ranku[32]
- Eduardo Rivera : Ramón
- Juan Verduzco : Aguilar
- Yvonne Ley : Ceci
- Lina Radwan : fan de Paolo (participation spéciale)
- Humberto Elizondo : Carlos
- Ricardo Kleinbaum : Directeur du centre commercial
- Jorge Ortín : Cuco
- Ricardo Margaleff : Pedro
- Fernando Robles : Brito
- Teo Tapia : Docteur
- Miguel Santa Rita : León Peralta
- Mariana Morones : Yovet #1
- Ruben Branco : Mariscal
- Rafael del Villar : Langarica
- Lilia Aragón : Yuba
- Kelchie Arizmendi : Analía
- Moisés Suárez : Manuel
- Juan Antonio Gómez
- Rudy Casanova
- Marta González
- Jaime Lozano : Docteur Rivadeneira
- Benjamin Islas : Docteur
- Emireth Rivera : Morgana
- Vanessa Arias : Flor
- Jorge Pondal : Rafael
- Arsenio Campos : Artemio Blanco[33]
- Carlos de la Mota : Esteban Arauz[33]
- Luis Bayardo : Prêtre
- Alberto Estrella : Don Luciano Montero[34]

## Nominations et récompenses

### Asociación de Cronistas de Espectáculos de New York ACE
| Année | Catégorie                  | Nommé                  | Résultat |
| ----- | -------------------------- | ---------------------- | -------- |
| 2014  | Meilleure telenovela       | Nicandro Díaz González | Gagnant  |
| 2014  | Meilleure actrice de genre | María Rojo             | Gagnante |

### Premios Juventud
| Année | Catégorie                | Nommé             | Résultat |
| ----- | ------------------------ | ----------------- | -------- |
| 2015  | Mon protagoniste favori  | David Zepeda      | Nommé    |
| 2015  | Ma protagoniste favorite | Marjorie de Sousa | Nommée   |
| 2016  | Mon protagoniste favori  | David Zepeda      | Nommé    |
| 2016  | Ma protagoniste favorite | Marjorie de Sousa | Nommée   |

### Premios Kids' Choice Awards
| Année | Catégorie                           | Telenovela             | Résultat |
| ----- | ----------------------------------- | ---------------------- | -------- |
| 2015  | Meilleure série ou programme favori | Hasta el fin del mundo | Gagnant  |

### Copa Televisa
| Année | Catégorie            | Telenovela             | Résultat |
| ----- | -------------------- | ---------------------- | -------- |
| 2015  | Meilleure telenovela | Hasta el fin del mundo | Gagnant  |

### Premios TVyNovelas2016
| Catégorie                              | Acteur            | Résultat |
| -------------------------------------- | ----------------- | -------- |
| Meilleur antagoniste                   | Julián Gil        | Nommé    |
| Meilleur acteur co-vedette             | Diego Olivera     | Nommé    |
| Meilleur acteur de l'équipe artistique | Alejandro Tommasi | Nommé    |

## Autres versions
- Dulce amor (Telefe, 2012-2013)
- El amor lo manejo yo (TVN, 2014)
- Dulce amor (Caracol Televisión, 2015-2016)
- Aşk ve İhtiras (Show TV, 2015)
- La vie est belle (France 2, 2018)